# Джон Янґ
Джон Янґ (1 вересня 1773 — 6 жовтня 1837) — шотландський купець, письменник, агроном і реформатор сільського господарства в Новій Шотландії. Він представляв округ Сідні у Палаті зборів Нової Шотландії з 1824 по 1837 рік. Підтримував Королівську академічну школу.
Джон Янґ народився у Фолкерку, в родині Вільяма Янга, і вивчав теологію в університеті Ґлазґо, але не закінчив навчання. Він розпочав бізнес у Фолкерку, а потім у Ґлазґо. Замолоду одружився з Аґнес Ренні. У 1814 році він разом із дружиною та синами приїхав до Галіфакса і почав там торгувати галантереєю. Вважаючи, що є можливість покращити стан сільського господарства в провінції, Янґ написав кілька листів до Acadian Recorder під ім'ям Agricola. Це призвело до створення в 1818 році провінційного сільськогосподарського товариства. З цього товариства в 1819 році була створена Центральна рада сільського господарства, секретарем і скарбником якої було призначено Янґа. Янґ невдало балотувався на місце в провінційній асамблеї Галіфакса в 1823 році, перш ніж був обраний від округу Сідні на додаткових виборах 1824 року. Він помер на посаді в Галіфаксі у віці 64 років.
Його сини Вільям і Джордж також служили в асамблеї Нової Шотландії, а його син Чарльз був колоніальним адміністратором острова Принца Едварда.
Новошотландський художник Вільям Валентайн написав портрет Янґа.

## Листи Аґріколи
Джон Янґ під псевдонімом Аґрікола написав 38 листів до Acadian Recorder з 1818 до 1819 року. Ці листи стали основою для створення та зв'язку з низкою різних сільськогосподарських товариств по всій провінції, а також забезпечили основу для подальшого розвитку Центральної ради сільського господарства в 1819 році та призначення до неї Янґа після того, як він відкрив свою особу громадськості в 1819 році. Після цього Янґ заснував власну експериментальну ферму, перш ніж у 1821 році знову почав публічно писати під своїм іменем.
Ці листи, опубліковані збіркою в 1822 році, мають таку структуру:
- Клімат
- Ґрунт
- Сільськогосподарська техніка
- Плуг
- Борона
- Гній
- Листування
- Сільськогосподарське товариство Шербук
- Провінційне сільськогосподарське товариство
- Природні перешкоди в ґрунті
- Присуджені нагороди
- Сільськогосподарське товариство Діґбі

Ці листи часто визнають одним з перших проявів сільськогосподарської науки в Канаді і взагалі першим серйозним проявом уваги до покращення сільського господарства в Канаді.

## Спадщина
- Назва вулиці Агрікола, Галіфакс, Нова Шотландія[7]
- Назва колекції Agricola бібліотеки MacRae факультету сільського господарства університету Днлгаузі[8].

## Подальше читання
- MacLean, Raymond A. (1988). John Young. Dictionary of Canadian Biography Online. Процитовано 18 листопада 2008.